# Лихтеровоз

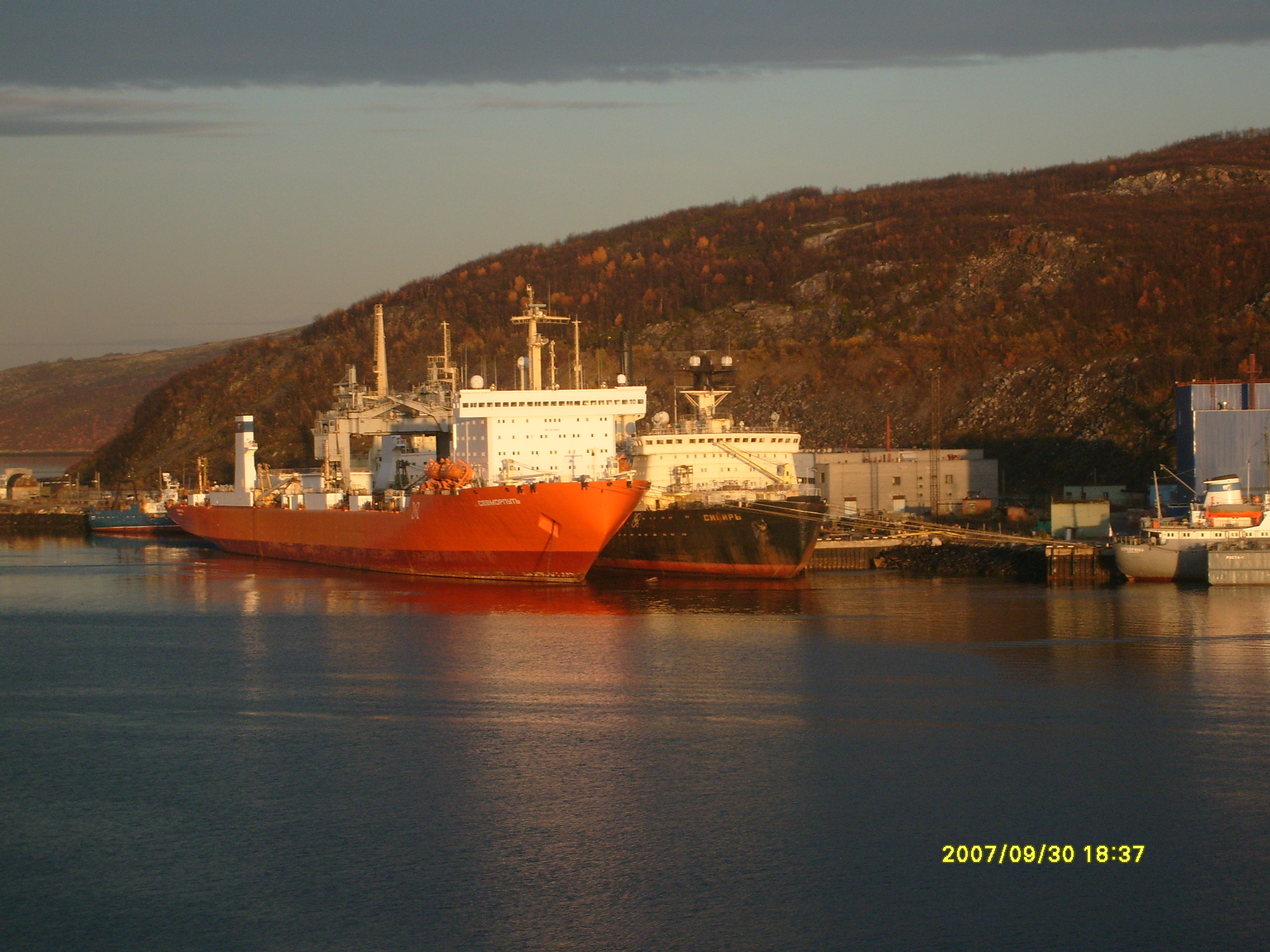
Атомный лихтеровоз «Севморпуть» и атомный ледокол «Сибирь»

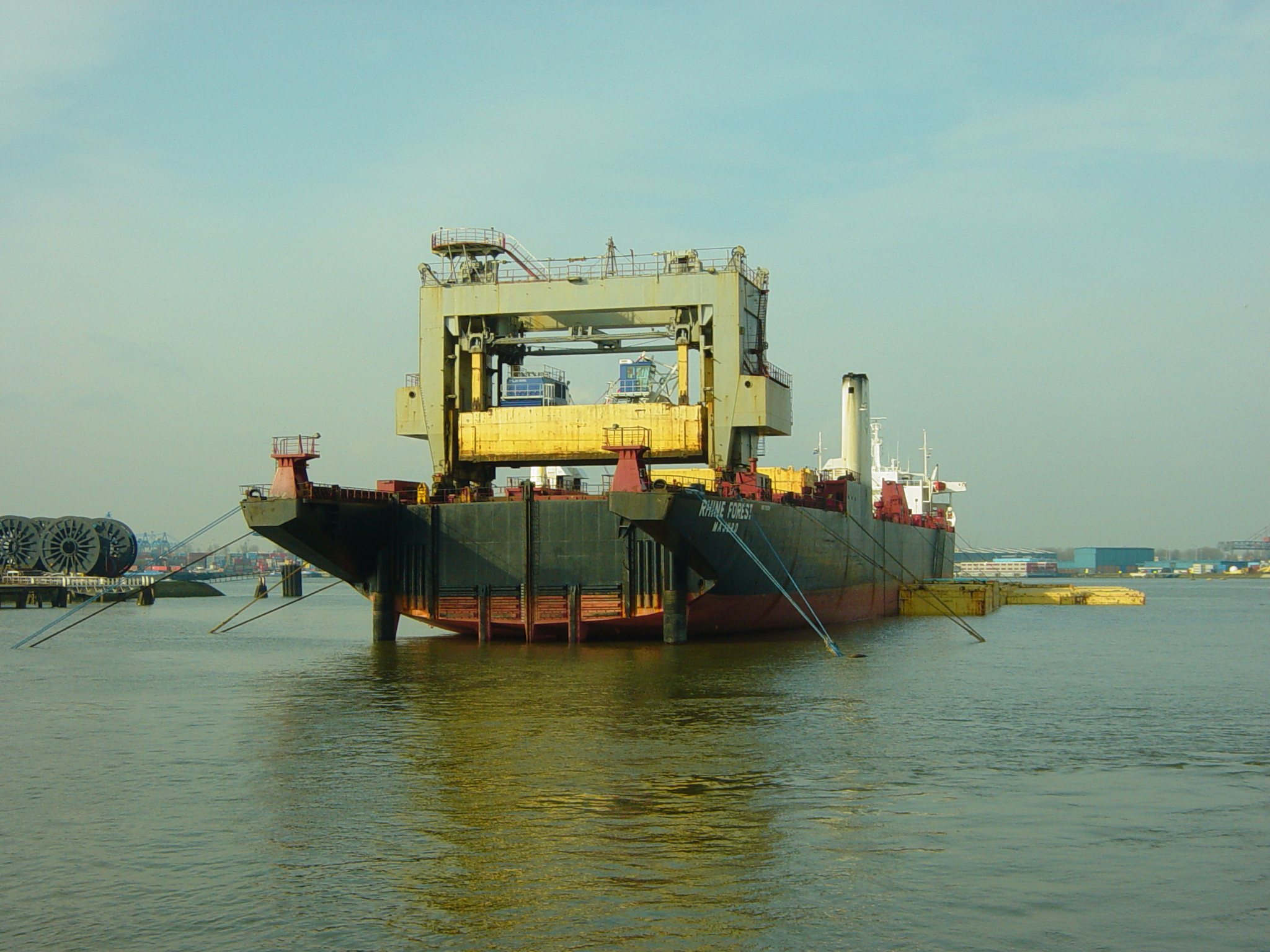
Лихтеровоз с крановым типом погрузки в порту Роттердама.

Лихтеровоз или баржевоз — специализированное судно для перевозки груза в лихтерах или баржах, контейнерах. Впервые суда этого типа появились в 1969 году.
Различают лихтеровозы с крановой, горизонтальной грузообработкой и докового типа. На крановых лихтеровозах баржи (лихтеры) поднимаются с воды, перемещаются вдоль палубы и устанавливаются в трюмы судовым козловым краном. Такие суда способны вмещать до 80 барж с грузом до 450 т каждая.
При горизонтальной грузообработке баржи поднимаются до уровня грузовой палубы кормовым подъёмником и через кормовые ворота на тележках подаются к месту установки. Суда этого типа могут принять до 40 барж водоизмещением до 1000 тонн. Доковые лихтеровозы при погрузке притапливаются и заполняют трюм водой. С помощью вспомогательных буксиров лихтера заводят в трюм. 
Современные лихтеровозы по назначению разделяются на две группы: океанские лихтеровозы, обеспечивающие грузопотоки между портами отдельных регионов, и суда-лихтеровозы, обеспечивающие перевозки лихтеров между мелководными и слабооборудованными портами определённого региона.
В отличие от контейнеровозов, обслуживаемых специальным контейнерным терминалом, лихтеровозы могут проводить грузовые операции на рейде, что уменьшает финансовые и временные расходы в портах. Тем не менее, поскольку лихтеры являются сами по себе водными транспортными средствами, то они вынуждены подчиняться соответствующим регистрам, обладать якорями, огнями и т.п., что ведёт к существенному увеличению расходов на их постройку и обслуживание. Также они сильно зависят от состояния внутренних водных путей, их ледового режима, близости к местам грузообработки. В целом, лихтеровозы не стали универсальным решением, подобно контейнеровозам, и имеют ограниченное применение в определённых случаях.
Крупнейшим по водоизмещению и единственным атомным из лихтеровозов (а также одним из всего четырёх когда-либо построенных невоенных торговых судов с ядерной энергетической установкой) является советский лихтеровоз «Севморпуть».